# Euphorbieae
Euphorbieae, tribus mlječikovki, dio potporodice Euphorbioideae. Opisan je 1829. i u njega je uklopljeno tri podtribusa s ukupno 5 rodova, od kojih je najvažnija mlječika. Tribus je raširen po svim kontinentima

## Podtribusi
1. Anthosteminae G.L.Webster; Afrika, Madagaskar
2. Euphorbiinae Griseb.; raširena po svim kontinentima
3. Neoguillauminiinae Croizat; Australija i Nova Kaledonija